# ヒオドシジュケイ

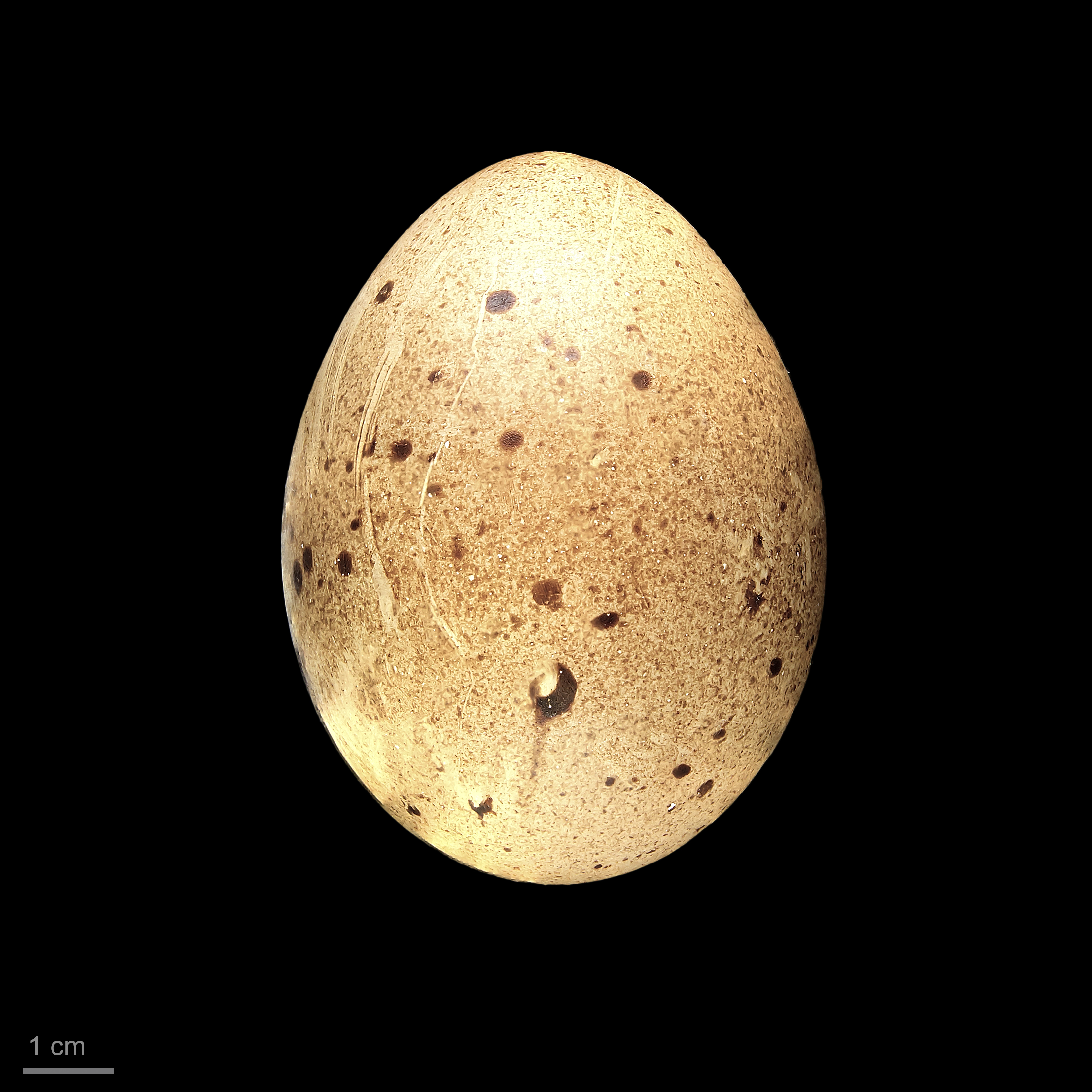
Tragopan satyra

ヒオドシジュケイ （緋縅綬鶏、学名：Tragopan satyra）は、キジ目キジ科に分類される鳥類の一種。

## 分布
チベット、インド、ネパール

## 形態
オスは体長67～72ｃｍ、メスは57ｃｍ程度。翼長は22～26cm。体重は970~1800g。ヒオドシジュケイはジュケイ類の中でも最も体が大きい。

## 生態
標高2400～4250ｍの森林地帯に生息し、地上性で主に植物の葉や種子、昆虫などを食べている。標高が高く、寒さにも強い。この鳥は冬になると餌を求めて2100ｍくらいまで降下して生活することがある。巣は樹上につくり、繁殖期は5～6月。2～4個の卵を産み、抱卵期間は28日程度。
雌は雄に比べて地味な色合いで、全身が褐色をしているが、雄のヒオドシジュケイは鮮やかな紅色の体に黒い縁取りのある白色の斑点が見られ、大変美しい。

## 求愛
ディスプレイ（求愛）のシーズンに、雄はとても特徴的な求愛行動をする。普段目立たない様にしている喉の青い肉垂を広げ、頭部にも耳状に伸びる肉質の角を立てる。岩陰などにオスが隠れメスが通るのを待つという行動をしたり、肉垂を振り回したりして求愛行動をおこなう。
種小名の「satyr」は、ギリシャ神話にでる半人半獣の精霊「サテュロス」が来ており、肉質の角が由来となったと推測される。